# Río Maici
El río Maici es un río amazónico brasileño, un afluente del río Marmelos, que discurre íntegramente por el estado de Amazonas (en el
municipio de Humaitá).

## Geografía
El río Maici nace en la parte meridional del estado de Amazonas, en la frontera con el estado de Rondonia. Las fuentes del río están en el territorio indígena Tenharim/Transmazônica. El río discurre en dirección norte, siguiendo un curso casi paralelo al del río Marmelos, donde finalmente desagua. En su curso alto el río es atravesado por la carretera Transmazônica (BR-230) y luego recorre también el territorio indígena Pirahã, donde recibe su principal afluente, el río Maicimirim. En Pirahã viven los pirahã, un pueblo indígena compuesto por unas 360 personas de vida nómada, de los que alrededor de la mitad hablan el idioma pirahã.
El río en su curso bajo, es un río muy meándrico.
- Datos: Q6735264